# 幻想傾向人格
幻想傾向人格（Fantasy prone personality，FPP）是一種性情或人格特質，擁有這種人格特質的人會終生、廣泛和深入地沉浸在幻想中。這種性格是一種嘗試性描述，至少一定程度上儘可能清楚地描述「過度活躍的想象力」或「生活在夢想世界中」。  一部分具有這種特徵的人（稱為幻想者）可能難以區分幻想和現實，並且可能會出現幻覺以及自我暗示（self-suggested）的身心症狀。密切相關的心理學構念（construct）包括白日夢、吸引性和遺覺記憶。

## 歷史
美國心理學家謝爾·威爾遜（Sherl Wilson）和西奧多·巴伯（TX Barber）於1981年首次確認幻想傾向人格，據說適用於大約4%的人口。除了確定這一特徵外，威爾遜和巴伯還報告了一些可能為幻想傾向奠定基礎的童年經歷，例如「鼓勵孩子閱讀童话故事的父母、祖父母、老師或朋友，加強了孩子的......幻想，並鼓勵孩子對待他們的洋娃娃和毛絨玩具是以相信它們是活生生的方式。」他們提出，這種特質幾乎等同於那些對催眠誘導有顯著反應的人，也就是「高度催眠感受性者」。
最初的系統性研究是1980年代由心理學家史迪文·林恩（Steven Lynn）和朱迪思·盧（Judith Rhue）進行的。哈佛大學的迪爾德麗·巴雷特（Deirdre Barrett）在1990年代進行的後續研究證實了容易產生幻想的人所擁有的大部分特徵，但她也發現了另一組高度催眠感受性的受試者，這組人有創傷性的童年，他們主要是透過「放空」（spacing out）來確認幻想的時間。

## 特徵
據報導，有幻想傾向的人醒著的時候有一半（或更多）的時間是在幻想或做白日夢。擁有第一型幻想傾向人格的人經常會將他們的幻想與真實記憶混淆或融合。他們還報告了靈魂出體經驗以及其他類似經驗，這些經驗被一些幻想者解釋為超自然的（psychic）或神秘的。 然而，擁有第二型幻想傾向人格的人卻具有完美的區分現實和幻想的能力，就如同類思覺失調型人格障礙患者一樣。
超宇宙（Paracosm）是一個極其詳細且結構化的幻想世界，通常由極端或難以抑制的幻想者創造。
威爾遜和巴伯在其開拓研究中列出了許多特徵，這些特徵在後來的研究中得到了澄清及詳細描述。這些特徵包括以下或多或少的經驗：
- 優秀的催眠對象（大多數但不是所有的幻想者）
- 童年時有假想的朋友
- 小時候經常幻想
- 有一個很真實的幻想身份
- 把想像中的感覺當成真實的體驗
- 具有生動的感官知覺
- 在沒有身體刺激的情況下獲得性滿足

幻想傾向是透過「童年記憶和想像問卷」（inventory of childhood memories and imaginings，ICMI） 和「創造性體驗問卷」（creative experiences questionnaire，CEQ）來衡量的。

## 發展步驟
幻想者在童年早期接觸過大量的幻想。這種對童年幻想的過度接觸至少有三個重要起因：
- 父母或照顧者在孩子的童年時期放任孩子沉迷於想像力豐富的心理或遊戲環境

具有幻想傾向的人更有可能有與孩子一起相信玩具是有生命的父母或親密家庭成員。他們還可能對那些相信自己有想像中的伙伴的孩子加以鼓勵，這些孩子在童年時期都在閱讀童話故事，並重現他們讀過的東西。在童年參與鋼琴、芭蕾舞和繪畫等創造性幻想活動的人更有可能獲得幻想傾向人格。表演也是孩子們認同不同的人和角色的一種方式，這使得孩子們在成長過程中容易做出幻想般的夢。
受試者報告稱，他們相信他們的洋娃娃和毛絨玩具是活生生的生物，父母鼓勵他們在幻想和白日夢中盡情享受。例如，一位巴雷特研究中的受試者說，當她向父母要求昂貴的玩具時，她的父母的標準回應是「你可以拿著這個（家居用品）稍加想像，它看起來就像（一份昂貴的禮物）。」
- 遭受身體或性虐待，幻想提供了一種應對或逃避機制。
- 處於嚴重的孤獨和孤立的狀態，幻想提供了一種應對或逃避無聊的機制。

關於精神分析的解釋，弗洛伊德說：「未滿足的願望是幻想背後的驅動力，每一個單獨的幻想都包含了願望的實現，並改善了不盡如人意的現實。」這表明童年的虐待和孤獨會導致人們創造一個幸福的幻想世界來填補空虛。

## 相關構念
經驗開放性是五大人格模型中用來描述人類個性的五個領域之一。 經驗開放性涉及六個方面或向度，包括活躍的想像力（幻想）、審美感受性、內在情緒感受性、行為多樣性、非傳統價值觀偏好、求知欲。因此，幻想傾向人格與更普遍的性格特徵「經驗開放性」的幻想向度相關。
吸引性是一種性情或人格特質，有這種人格特質的人會專注於其心理意象，尤其是幻想。最初關於吸引性的研究是由美國心理學家奧克·特勒根（Auke Tellegen）提出的。 Roche報告稱，幻想傾向與吸引性高度相關。幻想者會沉浸於其生動逼真的心像中。
解離是一種心理過程，涉及個人認同或自我意識的改變。這些改變可能包括： 感覺自己或世界不真實（現實感喪失和人格解體）；記憶力衰退（失憶症）；忘記自己的身份或接受新的自我（遁走症）；以及身份或自我分裂成不同的意識流（解離性身分障礙，從前稱為多重人格障礙）。解離通常是以解離經驗量表来衡量。幾項研究報告稱，解離和幻想傾向高度相關。這表明解離的自我可能僅僅是幻想，例如對創傷的應對反應。然而，對證據的長時間回顧得出結論，有強有力的經驗支持這樣的假設，即解離主要和直接由創傷引起，幻想是次要的。

## 健康影響
大量女性幻想者（60%在威爾遜-巴伯研究中被問及的女性）報告稱她們至少曾有過一次假性懷孕（pseudocyesis）。她們相信自己懷孕了，也出現了許多症狀。除了月經停止外，她們通常還至少經歷以下四種情況：乳房變化、腹部變大、害喜、孕期渴望（cravings）和「胎動」。其中兩名受試者進行了墮胎，隨後被告知未發現胎兒。當收到妊娠試驗的陰性結果時，所有其他假性懷孕現象都迅速終止。
適應不良的白日夢（Maladaptive daydreaming）是一種擬議中的心理障礙，這是一種用於取代人際交往的幻想活動，妨礙了工作、人際關係和一般活動。患有這種病症的人過度做白日夢或幻想，在按照自己的喜好所創造的場景中扮演角色和人物。有過度白日夢的人能夠意識到他們幻想的場景和人物並非真實，並有能力確定何者是真實的，這是將他們與思覺失調症患者區分開來的因素。